# 哈杰省
哈傑省（阿拉伯语：حجة في اليمن）是也門西北部的一個省，西臨紅海，北鄰沙烏地阿拉伯。面積9,376平方公里，2004年人口1,479,568人。
首府哈傑。下分三十一區。
1. ↑  . Central Statistical Organisation.   [24 February 2013]. （原始内容存档于9 October 2012）.